# Agri
A hasonló nevű török településről az Ağrı szócikkben olvashatsz.
Az Agri egy olaszországi folyó, a Basento mellett Basilicata régió második legjelentősebb folyóvize. A Lukániai-Appenninekből ered, a Serra di Calvello hegy lejtőiről, átszeli Potenza és Matera megyéket, majd Scanzano Jonico mellett a Tarantói-öbölbe torkollik. A folyó mentén három gyűjtőtavat duzzasztottak fel a vidék ivóvízellátása és energiatermelés céljára. Fontosabb mellékfolyói a Maglia, Trigella, Racanello és a Sauro. Vizét felhasználják a Metapontumi-síkság öntözésére.